# Inodrillia dalli
Inodrillia dalli is een slakkensoort uit de familie van de Horaiclavidae. De wetenschappelijke naam van de soort is voor het eerst geldig gepubliceerd in 1882 door Verrill & Smith.